# Joško Joras
Joško Joras (* 14. září 1950 v Mariboru) je slovinský aktivista. Původním povoláním je číšník.

## Politická činnost

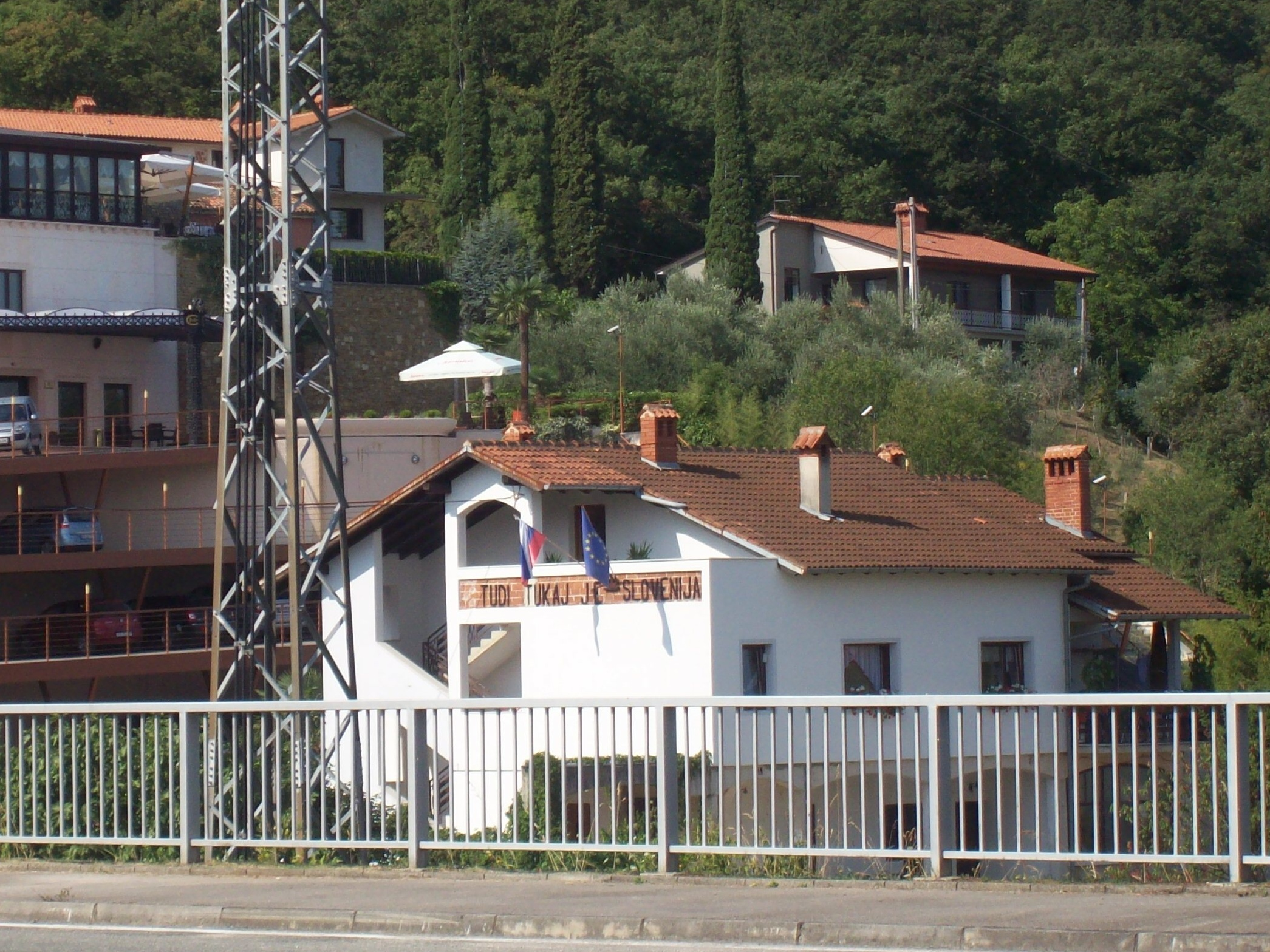
Dům Joška Jorase (2009)

Joško Joras je známý především svým úsilím o připojení sporného území na levém břehu řeky Dragonji ke Slovinsku. Na tomto území stojí též jeho dům, na kterém pravidelně za zvuků slovinské hymny vyvěšuje slovinskou vlajku.
V letech 1998–2002 byl městským radním v Piranu. V roce 2004 neúspěšně kandidoval za Slovinskou lidovou stranu do Státního shromáždění, dolní komory slovinského parlamentu.

## Důvody sporu
Uvedená oblast patří mezi sporná území na hranici mezi Chorvatskem a Slovinskem, přičemž oba státy ji považují za své území. Kořeny sporů je nutné hledat již v době existence Jugoslávie. Tehdy nebyly přesně vytyčené hranice mezi jednotlivými svazovými republikami, spory nastaly po rozpadu federace. Důsledky toho nesou oba státy do současnosti.